# Dunai Adolf
Dunai Adolf, Drexler (Csolnok, 1914. december 31. – ?) labdarúgó, csatár, zenész.

## Pályafutása
A Dorog melletti Csolnokon született Drexler Adolf néven. 1934-ben változtatott nevet. 1939. augusztus 20-án mutatkozott be először a dorogi csapatban, mégpedig másodosztályú bajnokin a Sopron elleni 2-0-s győztes mérkőzésen. Már az első pályára lépésének alkalmán a Nemzeti Sport a jók között említette. Olyan kiváló csapattársai voltak Dorogon, mint Grosics Gyula, Mészáros Ferenc, Bárdos Sándor, Csermák János, Turai Lajos, Pfluger Dezső, Lampert Mátyás, vagy Klausz József. Első gólját 1939. szeptember 10-én a Tatabánya ellen szerezte, ahol 3-0-ra nyertek a dorogiak. Összesen hat évadban játszott Dorogon, ahol a csapat biztos pontja volt és a legtöbb bajnoki találkozón pályára is lépett. Csatárként átlagban minden harmadik mérkőzésére jutott egy gól. Később a védelemben is játszatták, ahol szintén remekül megállta helyét. A legtöbb mérkőzésen a jók között emelték ki. 1940-ben a Tatabánya elleni idegenbeli mérkőzésen a mezőny legjobbja volt. Szintén ez év őszén a forduló válogatottjába is bekerült, a későbbiekben pedig Középmagyar válogatott is volt. 1940. június 22-én az Alba Regia elleni 6-2-es győztes meccsen duplázott. A legsikeresebb szezonja az 1943-1944-es idény volt, amikor kimagasló teljesítménnyel, a 30 mérkőzésen mindössze egyetlen vereséget szenvedő csapat tagjaként bajnoki címet szerzett. Az 1944-es esztendő további sikereket hozott. A bajnokságban listavezetők voltak, míg a Magyar Kupában az elődöntőig jutottak. Egyben ez az év hozta számára az utolsó mérkőzést is, amely a dorogi csapatnak is egy jó ideig az utolsó meccse volt a háború miatt. 1944. november 13-án játszottak utoljára, azonban 2-1-re kikaptak a III. kerületi TVE-től, ráadásul Dunait kiállították. A dorogiak így is az élen álltak, amikor a közeledő front és az egyre hevesebbé  váló harcok miatt félbe szakadt a bajnokság. A labdarúgás mellett a Dorogi Bányász Zenekar klarinétosa is volt. Számára a háborút követő időszak keserűen alakult. Az új rendszer az ellenségének tartotta és fegyházbüntetésre ítélték. Börtönéveit Recsken és Vácott töltötte. Az 50-es évek elején szabadult, majd Miskolc-Perecesre került a bányához, ahol vájárként dolgozott. Megnősült és három gyermeke született.